# Port lotniczy Alghero
Port lotniczy Alghero (Aeroporto di Alghero-Fertilia, Riviera del Corallo, IATA: AHO) – port lotniczy położony 12 km na północ od Alghero. Jest trzecim co do wielkości portem lotniczym Sardynii. W 2018 obsłużył 1 365 129 pasażerów.

## Linie lotnicze i połączenia
| Linia Lotnicza | Kierunek |
| -------------- | --- |
| Aeroitalia     | Sezonowo: 1. Rzym-Fiumicino 2. Werona |
| Air Europa     | Sezonowo: 1. Madryt |
| Air Mountain   | Sezonowo: 1. Sion |
| Air Serbia     | Sezonowo: 1. Belgrad (od 10 czerwca 2025) |
| ITA Airways    | 1. Mediolan-Linate 2. Rzym-Fiumicino Sezonowo: 1. Genua |
| Ryanair        | 1. Mediolan-Bergamo 2. Bolonia 3. Mediolan-Malpensa 4. Neapol 5. Piza Sezonowo: 1. Barcelona 2. Bari 3. Billund 4. Bordeaux 5. Bratysława 6. Budapeszt 7. Katania 8. Bruksela-Charleroi 9. Cork 10. Dublin 11. Frankfurt-Hahn 12. Katowice 13. Londyn-Stansted 14. Madryt 15. Memmingen 16. Palermo 17. Pescara |
| Volotea        | Sezonowo: 1. Turyn 2. Werona |
| Wizz Air       | 1. Bukareszt Sezonowo: 1. Budapeszt |